# Robert Stoller
Robert Stoller, né le 15 décembre 1925 à New York et mort le 6 septembre 1991 à Los Angeles, est un psychiatre et psychanalyste américain.
Il exerçait comme psychanalyste et professeur de psychiatrie à Los Angeles.

## Biographie
Robert Jesse Stoller est né le 15 décembre 1925 à New York de parents immigrants russes juifs. Il étudie à l'université Columbia et à Stanford Medical School. Il complète son cursus par un enseignement sur la psychanalyse à la Société et institut psychanalytique de Los Angeles entre 1953 et 1961.
Il se marie et a quatre fils.
Il décède en 1991 dans un accident de la route près de sa maison californienne.

## Psychanalyse
Il a été analysé par Hanna Fenichel. Ses travaux les plus connus portent sur l'identité sexuelle et sur la perversion. Il a contredit des thèses de Sigmund Freud en mettant en évidence la fragilité psychique de la constitution du sentiment d'identité sexuelle. Il poursuit ainsi les réflexions de Wilhelm Fliess et de Sigmund Freud sur la bisexualité.
Il est souvent associé aux mouvements des gender studies. Même si les conclusions de ses études viennent confirmer ces derniers, son approche est cependant différente puisqu'il aborde la question d'identité sexuelle selon un axe purement psychanalytique. Il s'agit d'étudier l'articulation entre l'appartenance biologique à un sexe et le développement ontogénétique du sentiment subjectif d'identité sexuelle.

## Recherches
Au début des années 1960, aidé de plusieurs collègues, il a mis sur pied en Californie un centre de recherche sur l'identité sexuelle. Par ses descriptions de l'histoire de patients présentant différentes anomalies ou ambiguïtés sexuelles, il montre qu'une force biologique agit sur les comportements de genre d'un enfant dès son jeune âge, indépendamment du sexe assigné à sa naissance. Ses recherches sur la transidentité l'amenèrent à émettre l'hypothèse qu'une symbiose excessive entre la mère et son fils combinée à une absence ou une présence passive du père conduit à une extrême féminité chez le garçon.
Il est le premier à introduire la distinction entre sexe et genre.

## Publications
- 1968 :
  - Sex and Gender: On the Development of Masculinity and Femininity, Science House, New York City.
  - Sex and Gender: the Transsexual Experiment, Hogarth Press.
- 1973 : Splitting: A Case of Female Masculinity, Quadrangle, New York.
- 1975 : Perversion: The Erotic Form of Hatred, Pantheon, New York.
- 1979 : Sexual Excitement: Dynamics of Erotic Life, Pantheon, New York.
- 1985 : Observing the Erotic Imagination, Yale University Press, New Haven.
- 1991 : Pain & Passion. A Psychoanalyst Explores the World of S & M, Plenum Press, New York.
- 1993 : (en) Robert Stoller, Porn : Myths for the Twentieth Century, Yale UP, 1993, 228 p. (ISBN 0-300-05755-5, lire en ligne).
- 1996 : (en) Robert Stoller et I. S. Levine, Coming Attractions : The Making of an X-Rated Video, Yale UP, 1996, 246 p. (ISBN 0-300-06661-9, lire en ligne).

### Traductions françaises
- Robert Stoller, La perversion, forme érotique de la haine, Paris, Payot, coll. « Petite Bibliothèque Payot », 2007 (ISBN 978-2-228-90152-9 et 2-228-90152-0).
- Robert Stoller, L'excitation sexuelle, dynamique de la vie érotique, Paris, Payot, 2000 (ISBN 2-228-89322-6).
- Robert Stoller, L'imagination érotique telle qu'on l'observe, Paris, PUF, 1989, 284 p. (ISBN 2-13-041878-3).
- Robert Stoller, Masculin ou féminin ?, Paris, PUF, 1989, 362 p. (ISBN 2-13-042498-8).
- Robert Stoller, Jean-Bertrand Pontalis, Pierre Fédida, Wilhelm Fliess, André Green, Joyce McDougall et Masud Khan, Faits et hypothèses : un examen du concept freudien de bisexualité : Bisexualité et différence des sexes, Paris, Gallimard-folio, 2000, 561 p. (ISBN 2-07-041186-9).
- Robert Stoller (trad. de l'anglais par Monique Novodorsqui), Recherches sur l'identité sexuelle à partir du transsexualisme, Paris, Gallimard, 1978, 406 p. (ISBN 2-07-028583-9 et 9782070285839).